# K.G.Hosahalli, Ramanagara
K.G.Hosahalli là một làng thuộc tehsil Ramanagara, huyện Ramanagara, bang Karnataka, Ấn Độ.